# Goła Góra (Ciecień)
Goła Góra (829 m) – grzbiet w masywie Ciecienia w Beskidzie Wyspowym. Odbiega w kierunku południowo-zachodnim od jego głównego szczytu (829 m). Na mapie zaznaczony jest jako szczyt z wysokością 712 m, jest to jednak tylko grzbiet, bez żadnego wzniesienia, na wysokości około 712 m następuje tylko ostre załamanie jego grani; z łagodnie opadającej przechodzi w stromo opadającą, ponadto rozgałęzia się tu na dwa grzbiety; południowo-zachodni i południowy. Grzbiet południowo-zachodni opada na Wierzbanowską Przełęcz (596 m), południowy do doliny Tomerowskiego Potoku. Pomiędzy te granie wcina się dolinka niewielkiego dopływu Tomerowskiego potoku. Dużo większa dolina znajduje się po wschodniej stronie Gołej Góry. Jej dnem spływa jeden z dopływów Tomerowskiego Potoku.
Obecnie Gołą Górę w większości porasta las. Nazwa jednak wskazuje, że kiedyś grzbiet ten był bezleśny (goły) – tak bowiem dawniej nazywano bezleśne góry. W 2019 roku na tej Gołej Górze są dwie polany: większa i wyżej położona polana Kadłuby z jednym domem i mniejsza, u podnóży lasu bezimienna polanka. W południowo-zachodnie stoki Gołej Góry wysoko wcinają się zabudowania i pola uprawne należącego do wsi Wierzbanowa osiedla Janikówka. Na mapie Geoportalu widać, że powyżej polany Kadłuby zbocza porasta młody las, co wskazuje, że również były one dawniej bezleśne.
Stoki Gołej Góry opadają do dwóch wsi; zachodnie do Wierzbanowej w powiecie myślenickim, wschodnie do Przenoszy w powiecie limanowskim. Jej południowo-zachodni grzbiet tworzy granicę między tymi miejscowościami, a także gminami i powiatami.
Grzbietem Gołej Góry biegnie niebieski szlak turystyczny przez Ciecień

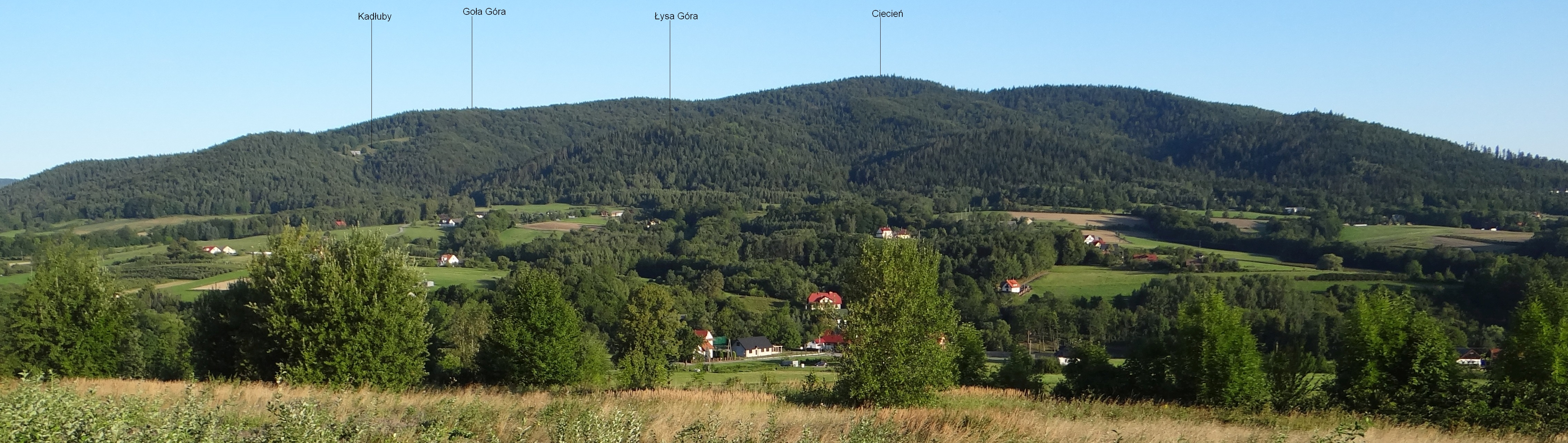
Widok na Ciecień ze Skrzydlnej